# 鄭禎祥
鄭禎祥（1968年—），中華民國憲兵中將，2023年12月1日起就任中華民國國防部憲兵指揮部中將指揮官，畢業於陸軍軍官學校正期1990年班（79年班）、國防大學陸軍學院2001年班（90年班）、國防大學戰爭學院2009年班（98年班）、國立中興大學碩士班，曾任憲兵第二〇三指揮部上校指揮官、憲兵指揮部上校副參謀長、憲兵第二〇二指揮部少將指揮官、憲兵指揮部少將參謀長、總統府少將警衛主任、中華民國國家安全局特勤中心少將執行長，曾參與調查2019年中華民國總統府侍衛室菸品走私案。2023至2024年執行「安維八號」總統大選候選人安全維護任務時，因全權負責訓練規劃並採購包括狙擊步槍、新式槍響偵測器等設備，備受長官與基層肯定，並於2024年5月環台軍事演練、2024年10月環台軍事演練與2025年環台軍事演練指揮憲兵執行衛戍守備。